# Gloucester (Massachusetts)
Gloucester è una cittadina facente parte della contea di Essex nello stato del Massachusetts. Si trova a circa 60 km da Boston.
È un importante centro per l'industria del pesce, nonché una popolare località turistica nel periodo estivo. Si compone di un centro urbano sul lato a nord del porto e delle zone periferiche di Annisquam, Bay View, Lanesville, Folly Cove, Magnolia, Riverdale, East Gloucester e West Gloucester. Confina ad est con Rockport, a nord con Ipswich Bay, ad ovest con Essex e Manchester-by-the-Sea e si affaccia sulla baia del Massachusetts a sud.

## Storia

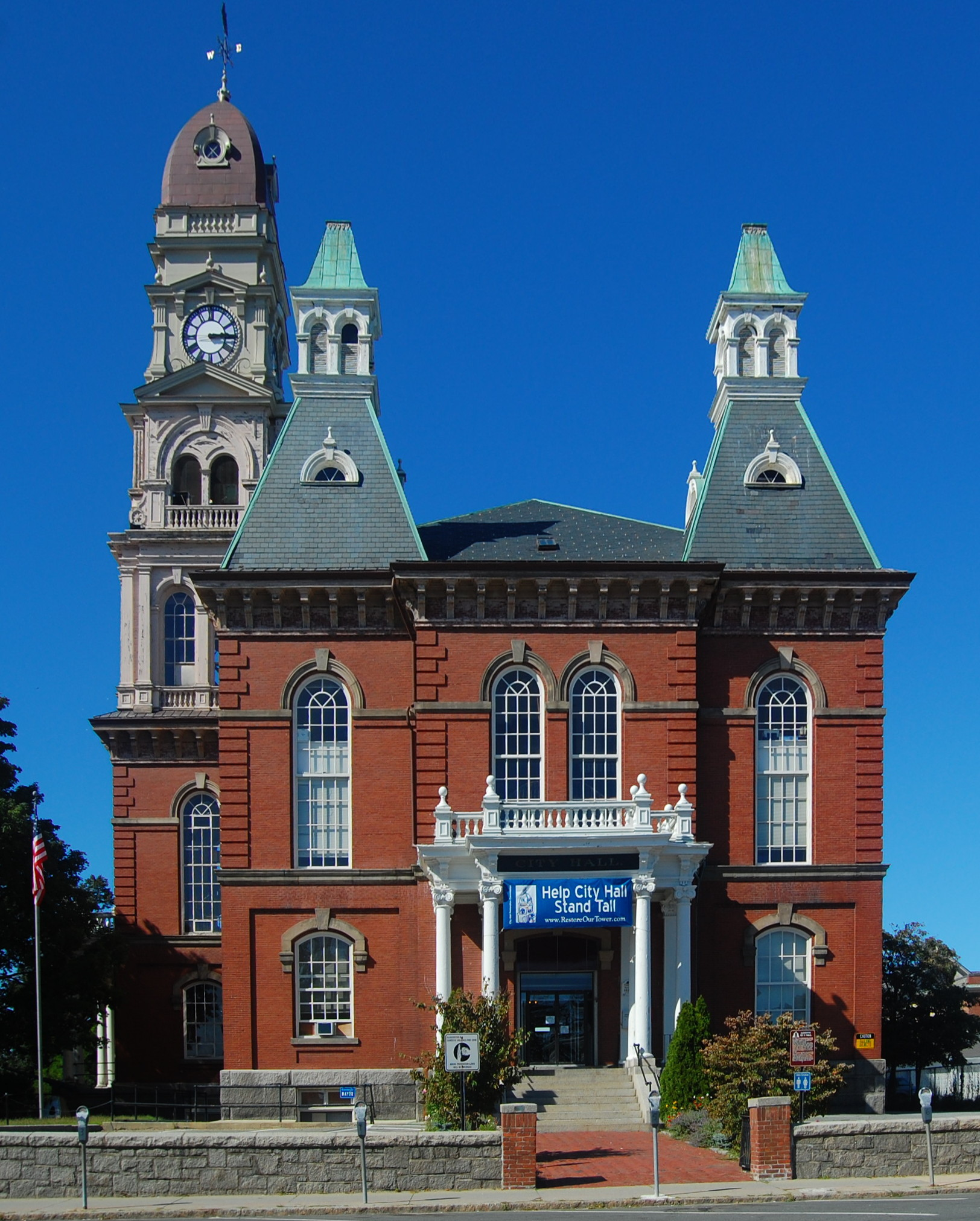
Il municipio del 1871

I confini di Gloucester includevano originariamente anche la città di Rockport, in un'area denominata "Sandy Bay". La cittadina fu divisa formalmente il 27 febbraio 1840. Nel 1873 Gloucester fu riconosciuta come città.
Gloucester fu fondata presso Capo Ann da una spedizione organizzata dalla Compagnia Dorchester, inviata da Giacomo I nel 1623, per fondare quella che sarebbe divenuta la colonia di Massachusetts Bay. Di fatto, la data del 1623, fa sì che Gloucester possa vantare il fatto di essere il primo insediamento inglese della colonia, precedendo sia Salem (1626), che Boston (1630).
Il primo gruppo di colonizzatori sbarcò a Half Moon Beach, e si insediò lì vicino. Ma la vita nel luogo era dura ed offriva poche possibilità, così intorno al 1626 il posto fu abbandonato e gli abitanti si spostarono prefendo Naumkeag (cioè l'attuale Salem), dove era possibile trovare terreni più adatti alla coltivazione. Negli anni seguenti poi, la città fu lentamente ripopolata e nuovamente registrata come tale nel 1642. È in questo periodo che comincia anche ad apparire il nome "Gloucester".

## Retaggio culturale
Gloucester è conosciuta anche per essere stata il soggetto in molte opere dei pittori statunitensi Edward Hopper e  Cecilia Beaux, qui deceduta.
È il luogo dove si svolge parte del film del 2000 di Wolfgang Petersen La tempesta perfetta, con George Clooney nei panni di Billy Tyne, capitano del motopeschereccio Andrea Gail. La vicenda dell'Andrea Gail è narrata nel libro The Perfect Storm. La barca, una nave da pesca commerciale, nel 1978 prende il mare e naviga fino a Gloucester, dove sbarca il pescato, si rifornisce di cibo, nafta e scorte per la successiva uscita per essere poi naufragata in mare aperto nell'ottobre 1991, in seguito a una tempesta senza precedenti.
A Gloucester è il luogo di nascita del personaggio dei fumetti Marvel Dane Whitman, il quinto ad indossare i panni del Cavaliere Nero. A Gloucester è ambientata la serie tv, di tipo reality, Lupi di mare, che mostra le battute di pesca al tonno, da parte di pescatori del luogo.